# Neodorcadion exornatoides
Neodorcadion exornatoides är en skalbaggsart som beskrevs av Stefan von Breuning 1962. Neodorcadion exornatoides ingår i släktet Neodorcadion och familjen långhorningar. Inga underarter finns listade i Catalogue of Life.